# Луза, Имран
Имра́н Луза́ (фр. Imran Louza; араб. عمران لوزة‎; род. 1 мая 1999, Нант) — марокканский и французский футболист, полузащитник английского клуба «Уотфорд» и сборной Марокко.

## Клубная карьера
Уроженец Нанта, Имран начал играть в футбол с друзьями на стадионе в Орво к северу от Нанта. С 2005 по 2006 год играл за детскую команду «Этуаль дю Сен». В 2006 году стал игроком академии «Нанта». 4 января 2019 года дебютировал в основном составе «канареек» в матче Кубка Франции против «Шатору», отличившись в этой игре забитым мячом. 24 мая 2019 года дебютировал во французской Лиге 1 в матче против «Страсбура». 10 ноября 2019 года забил свой первый гол во французской Лиге 1 в ворота «Сент-Этьена».
1 июня 2021 года перешёл в английский клуб «Уотфорд», подписав пятилетний контракт.

## Карьера в сборной
Луза родился во Франции в семье марокканца и француженки. В 2017 году провёл два матча за сборную Марокко до 20 лет, забив гол в товарищеском матче против сверстников из сборной Франции. Два года спустя Имран принял решение выступать за Францию, после чего выступал за сборные Франции до 20 и до 21 года.
6 октября 2021 года дебютировал в составе сборной Марокко.